# 塞鲁 (克勒兹省)
塞鲁（法語：Ceyroux，法語發音：[sɛʁu]）是法国克勒兹省的一个市镇，位于该省西部，属于盖雷区。

## 地理
塞鲁（46°4'16"N, 1°39'57"E）面积12.13 平方千米，位于法国新阿基坦大区克勒兹省，该省份为法国中部省份，位于法國中央高原西北部，北起安德尔省和谢尔省，西接维埃纳省，南至科雷兹省，东临多姆山省，东北与阿列省接壤。
与塞鲁接壤的市镇（或旧市镇、城区）包括：欧热尔、欧隆、沙特吕勒马谢、穆里尤-维埃耶维尔。

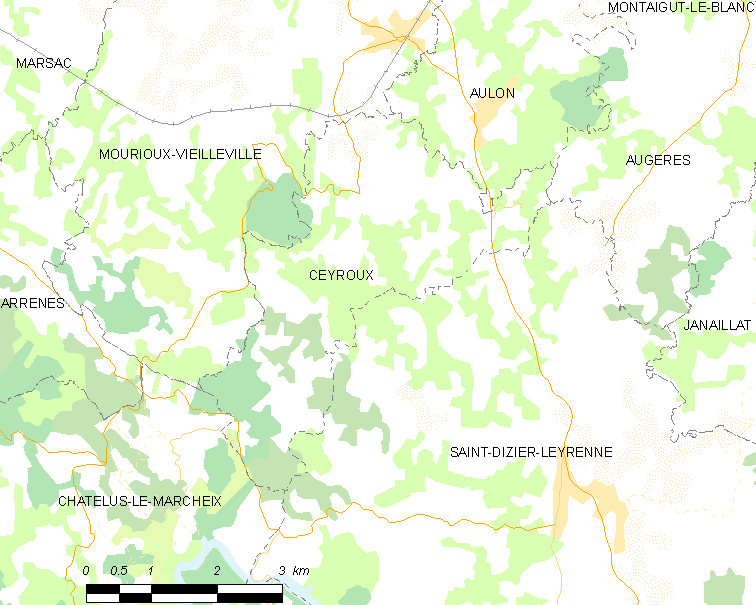
的OSM定位图

塞鲁的时区为UTC+01:00、UTC+02:00（夏令时）。

## 行政
塞鲁的邮政编码为23210，INSEE市镇编码为23042。

## 政治
塞鲁所属的省级选区为勒格朗堡县。

## 人口

1962-2008年间人口变化图示

塞鲁于2022年1月1日时的人口数量为125人。